# Anne Ramsey
Anne Ramsey, rojena Anne Mobley, angleško-ameriška filmska in gledališka igralka, * 1. september 1929, Omaha, Nebraska, ZDA, † 11. avgust 1988, Hollywood, Kalifornija, ZDA.
Ramseyjeva je danes verjetno najbolj znana po vlogi mame Fratelli v filmu Richarda Donnerja The Goonies in po vlogi gospe Lift iz filma Vrzi mamo z vlaka. Za svojo upodobitev ostarele matere Owena Lifta (upodobil ga je Danny DeVito) je prejela tudi nominacijo za oskarja za najboljšo žensko stransko vlogo.

## Zgodnje življenje
Ramseyjeva se je leta 1929 rodila v Omahi, Nebraska, pod imenom Anne Mobley. Njen oče je bil zavarovalniški funkcionar in potomec romarjev. Obiskovala je šolo Bennington College in se kmalu pričela zanimati za gledališče. V 50. letih je nastopila v več broadwayskih produkcijah in se leta 1954 poročila z igralcem Loganom Ramseyjem. Skupaj sta se preselila v Filadelfijo in tam ustanovila Filadelfijsko gledališče živih umetnosti.

## Kariera
V 70. letih se je Ramseyjeva uveljavila v Hollywoodu kot karakterna igralka in se vsake toliko pojavila v več televizijskih oddajah, mednje spadata Wonder Woman in Three's Company. S soprogom je moči združila pri petih projektih, med drugim v filmih The Sporting Club in Meet the Hollowheads, ki sta zanjo pomenila prvo in zadnjo filmsko vlogo. Po dokončanju filma The Goonies leta 1985 si je morala Ramseyjeva na operaciji raka odstraniti del jezika in čeljusti. Odtod izvira tudi njena prepoznavna nerazločna in požirajoča govorica, s katero je blestela v svojih zadnjih filmskih vlogah.
Za upodobitev gospe Lift v filmu Vrzi mamo z vlaka, v katerem je zaigrala ob Billyju Crystalu in Dannyju DeVitu, je prejela nominacijo za oskarja za najboljšo žensko stransko vlogo. Slednjega ji je naposled speljala Olympia Dukakis. V isti kategoriji je Ramseyjeva prejela še nominacijo za zlati globus in nagrado Saturn. Leto kasneje je opravila še svoj zadnji javni nastop, v epizodi nanizanke ALF.

## Smrt
Leta 1988 so preiskave pokazale, da se je v Ramseyjevi znova razvila rakasta tvorba. Avgusta tistega leta je nato umrla za rakom grla v Bolnišnici filma in televizije v Los Angelesu.

## Filmografija
| - The Sporting Club (1971) - The New Centurions (1972) - Up the Sandbox (1972) - The Third Girl from the Left (1973) - Rhinoceros (1974) - For Pete's Sake (1974) - The Law (1974) - From Noon Till Three (1976) - Dawn: Portrait of a Teenage Runaway (1976) - The Boy in the Plastic Bubble (1976) - Wonder Woman, 1 epizoda (1977) - Fun with Dick and Jane (1977) - Goin' South (1978) - The Gift of Love (1978) - When You Comin' Back, Red Ryder? (1979) - The Black Marble (1980) - White Mama (1980) - Any Which Way You Can (1980) - A Small Killing (1981) - Marian Rose White (1982) | - National Lampoon's Class Reunion (1982) - I Want to Live! (1983) - Herndon (1983) - The Killers (1984) - The Seduction of Gina (1984) - Getting Physical (1984) - The Murder of Sherlock Holmes (1984) - The Goonies (1985) - Say Yes (1986) - Deadly Friend (1986) - Weeds (1987) - Vrzi mamo z vlaka (1987) - Dr. Hackenstein (1988) - Good Old Boy: A Delta Boyhood (1988) - Love at Stake (1988) - Scrooged (1988) - Another Chance (1989) - Homer & Eddie (1989) - Meet the Hollowheads (1989) |